# Pseudamycus bhutani
Pseudamycus bhutani is een spinnensoort in de taxonomische indeling van de springspinnen (Salticidae).
Het dier behoort tot het geslacht Pseudamycus. De wetenschappelijke naam van de soort werd voor het eerst geldig gepubliceerd in 1990 door Marek Żabka.